# Clematis vaniotii
Clematis vaniotii är en ranunkelväxtart som beskrevs av H. Lév.. Clematis vaniotii ingår i släktet klematisar, och familjen ranunkelväxter. Inga underarter finns listade i Catalogue of Life.